# Ne pariez pas sur les blondes

Ne pariez pas sur les blondes (titre original : Don't Bet on Blondes) est un film américain réalisé par Robert Florey, sorti en 1935.

## Fiche technique
- Titre : Ne pariez pas sur les blondes
- Titre original : Don't Bet on Blondes
- Réalisation : Robert Florey
- Scénario : Isabel Dawn et Boyce DeGaw
- Photographie : William Rees
- Montage : Thomas Richards
- Production : Samuel Bischoff
- Société de production : Warner Bros. Pictures
- Pays d'origine :  États-Unis
- Format : Noir et blanc - 1,37:1 - Mono
- Genre : Comédie, romance
- Durée : 59 minutes
- Date de sortie : 1935

## Distribution
- Warren William : Oscar 'Odds' Owen
- Claire Dodd : Marilyn Youngblood
- Guy Kibbee : Colonel Jefferson Davis Youngblood
- William Gargan : Numbers
- Vince Barnett : Chuck aka 'Brains'
- Hobart Cavanaugh : Philbert O. Slemp
- Clay Clement : T. Everett Markham
- Errol Flynn : David Van Dusen
- Walter Byron : Dwight Boardman
- Mary Treen : la secrétaire d'Owen

Acteurs non crédités
- André Cheron : Albert, barman du Foyot's
- Grace Hayle
- George Reed : le maître d'hôtel de Marilyn